# Stożkówka soczewkowatozarodnikowa
Stożkówka soczewkowatozarodnikowa (Conocybe lenticulospora Watling) – gatunek grzybów z rodziny gnojankowatych (Bolbitiaceae).

## Systematyka i nazewnictwo
Pozycja w klasyfikacji według Index Fungorum: Conocybe, Bolbitiaceae, Agaricales, Agaricomycetidae, Agaricomycetes, Agaricomycotina, Basidiomycota, Fungi.
Po raz pierwszy opisał go w 1980 roku Roy Watling na odchodach koni w Anglii. Nazwę polską zaproponował Władysław Wojewoda w 2003 r. W internetowym atlasie grzybów stożkówka soczewkowatozarodnikowa opisana jest pod naukową nazwą Conocybe brunneidisca (przez niektórych mykologów C. lenticulospora jest uważana za synonim C. brunneidisca).

## Morfologia
Kapelusz
Szerokość 2–15 mm, wysokość 12 mm, początkowo dzwonkowaty, czasem o większej wysokości niż szerokości, później dzwonkowato-wypukły lub wypukły, rzadko prawie półkulisty u młodych okazów, higrofaniczny, prążkowany aż do środka. Powierzchnia rdzawopomarańczowa do blado czerwonawopomarańczowej, następnie płowa, często ciemniejsza lub z brązowawym środkiem, sucha, w środku gładka, z wiekiem lekko lub wyraźnie bruzdowana przy brzegu, bez resztek osłony.
Blaszki
Przyrośnięte do prawie wolnych, gęste, wąskie, blado brązowawe lub rdzawe, lekko rozpływające się u starych okazów. Ostrza tej samej barwy.
Trzon
Wysokość 30–50 mm, grubość 1–2 mm, cylindryczny z lekko rozszerzoną podstawą. Powierzchnia najpierw prawie biaława do blado brunatnej, potem ochrowa do blado żółtawobrązowej w starych okazach, oprószona tylko w młodych okazach, potem gładka
Miąższ
Dość delikatny, bardzo cienki w kapeluszu, bez wyczuwalnego zapachu i smaku. Eksykaty w całości blado brązowawe.
Cechy mikroskopowe
Zarodniki: 12,5–14,5 × 8–9 × 7–8,5 µm, Q = 1,4–1,7, szeroko elipsoidalne, lekko do wyraźnie soczewkowatych, nigdy nie sześciokątne w widoku od przodu, grubościenne z porami rostkowymi o szerokości do 2 µm, rdzawopomarańczowe w KOH. Podstawki 4-zarodnikowe, 18–23 × 10–12,5 µm, beczkowate, bez sprzążek. Cheilocystydy w kształcie kręgli, 14–20 × 5–11 µm, z główką o szerokości 2-4 µm. W hymenium, szczególnie w starych owocnikach występują nibywstawki. Skórka kapelusza składająca się głównie z kaulocystyd, podobnych do cheilocystyd, 18–25 × 6–9 µm, z główką o szerokości 3–4 µm, zmieszanych z mniejszą liczbą butelkowatych, pęcherzykowatych lub cylindrycznych elementów i włosków. Brak pileocystyd.
Gatunki podobne
Bardzo podobna jest stożkówka sześciokątnozarodnikowa (Conocybe hexagonospora). Odróżnia się wyraźnie sześciokątnymi zarodnikami.

## Występowanie i siedlisko
Podano stanowiska stożkówki soczewkowatozarodnikowej tylko w Europie. W Polsce W. Wojewoda w 2003 roku przytoczył 2 stanowiska, w późniejszych latach podano wiele następnych, a najbardziej aktualne podaje internetowy atlas grzybów. Znajduje się w nim na liście gatunków zagrożonych i wartych objęcia ochroną (pod nazwą Conocybe brunneidisca).
Naziemny grzyb saprotroficzny i koprofilny występujący w trawach na polanach i przydrożach